# Blîșciîvodî, Jovkva
Blîșciîvodî (în ucraineană Блищиводи) este un sat în comuna Zibolkî din raionul Jovkva, regiunea Liov, Ucraina.

## Demografie
Componența lingvistică a localității Blîșciîvodî
     Ucraineană (99,03%)
     Alte limbi (0,97%)
Conform recensământului din 2001, majoritatea populației localității Blîșciîvodî era vorbitoare de ucraineană (99,03%), existând în minoritate și vorbitori de alte limbi.